# Emperor Tomato Ketchup
Emperor Tomato Ketchup – czwarty album studyjny brytyjskiego zespołu Stereolab, wydany w kwietniu 1996 roku. Płyta była źródłem trzech singli: "Cybele's Reverie", "Metronomic Underground" oraz "The Noise of Carpet". Nazwa pochodzi od japońskiego filmu z 1971 roku o tym samym tytule.

## Odbiór
Płyta otrzymała bardzo pozytywne recenzje. Pitchfork Media umieścił ją na 51. miejscu najlepszych albumów lat 90.

## Lista utworów
1. "Metronomic Underground" – 7:55
2. "Cybele's Reverie" – 4:42
3. "Percolator" – 3:47
4. "Les Yper-Sound" – 4:05
5. "Spark Plug" – 2:29
6. "OLV 26" – 5:42
7. "The Noise of Carpet" – 3:05
8. "Tomorrow Is Already Here" – 4:56
9. "Emperor Tomato Ketchup" – 4:37
10. "Monstre Sacre" – 3:44
11. "Motoroller Scalatron" – 3:48
12. "Slow Fast Hazel" – 3:53
13. "Anonymous Collective" – 4:32

## Twórcy
- Laetitia Sadier – wokal, różne instrumenty
- Tim Gane – gitara, keyboardy różnego typu
- Andy Ramsay - perkusja, programowanie
- Mary Hansen – gitara, wokal
- Duncan Brown - gitara basowa, inne instrumenty
- Morgane Lhote - keyboardy
- Sean O'Hagan – aranżacje strunowe, pianino elektryczne, organy, wibrafon
- Marcus Holdaway, Sally Herbert, Mandy Drummond, Meg Gates – instrumenty strunowe
- Ray Dickarty – saksofon altowy
- John McEntire – wibrafon, gitara, syntezatory, marakasy, tamburyno
- Stereolab/Paul Tipler – miksowanie, produkcja

## Listy przebojów
- UK Albums Chart: 27[11]